# 茶岭口岸
茶岭口岸（越南语：／），又称雄国口岸，是越南高平省重庆县的一个边境口岸。与该口岸相接的是中国广西的龙邦口岸。